# .kp
Noord-Korea gebruikt sinds 24 september 2007 het (internet) landcode topleveldomein .kp.